# Maria Anna Sala
Maria Anna Sala (Brivio, 21 aprile 1829 – Milano, 24 novembre 1891) è stata una religiosa italiana della congregazione delle Suore di Santa Marcellina. È stata beatificata da papa Giovanni Paolo II nel 1980.

## Biografia

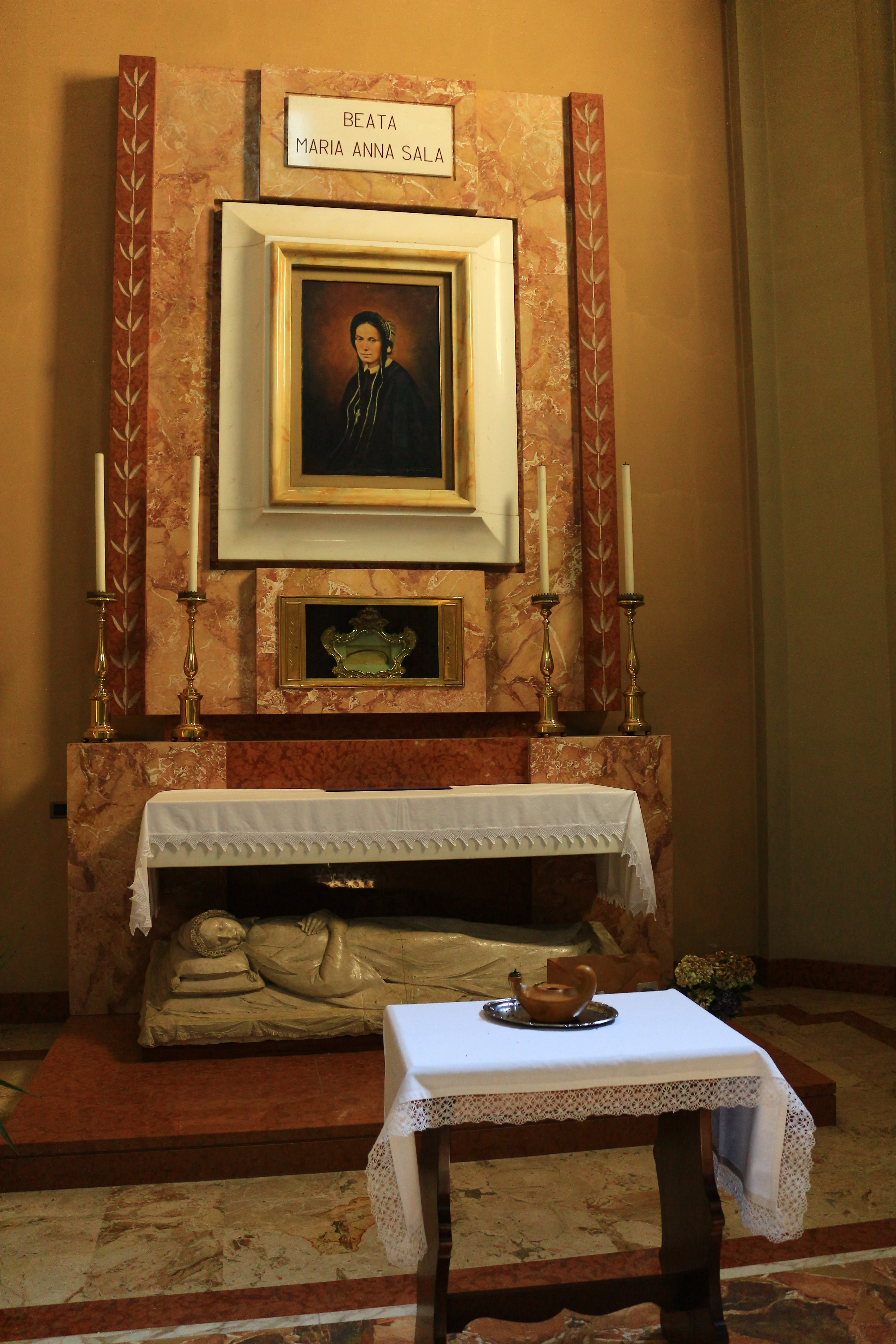
Cappella dedicata a Maria Anna Sala (e le sue reliquie) nella chiesa parrocchiale della sua città natale, Brivio

Quinta degli otto figli di Giovanni Maria Sala, commerciante di legname, e Giovannina Comi, fu battezzata il giorno stesso della nascita coi nomi di Maria Anna Elisabetta. Fu inviata a undici anni nel collegio delle suore di Santa Marcellina, dette "Marcelline", che era stato aperto da un paio d'anni a Vimercate. Dopo aver terminato il ciclo di studi, nel 1846 tornò in famiglia, per assistere la madre nella malattia e il padre colpito da un tracollo finanziario. Nel 1848 tornò fra le Marcelline come postulante, e il 13 settembre 1852 pronunciò i voti perpetui.
La sua vita fu dedicata interamente all'insegnamento in vari collegi della congregazione, a Cernusco sul Naviglio, Genova e Milano, prima nelle scuole elementari e poi in quelle superiori, insegnando anche musica. L'unica interruzione rilevante in questa sua attività fu causata dalla II Guerra d'Indipendenza, in occasione della quale si dedicò all'assistenza dei feriti (1859).
A circa sessant'anni s'ammalò di un doloroso carcinoma al collo, che la portò alla morte il 24 novembre 1891. Il 29 gennaio 1920 la sua tomba, nella cappella del collegio delle Suore Marcelline di Cernusco sul Naviglio, fu aperta e il suo corpo apparve incorrotto.

## La beatificazione
Il 14 aprile 1977 papa Paolo VI autorizzò la promulgazione del decreto che dichiarava Venerabile suor Maria Anna Sala. Fu beatificata da papa Giovanni Paolo II il 26 ottobre 1980. Il suo elogio si legge nel Martirologio romano al 24 novembre: "maestra di una scienza fondata sulla fede e sulla pietà, si dedicò con tutte le sue forze all'istruzione della gioventù femminile".

## Il miracolo per la beatificazione
Ai fini della beatificazione la Chiesa cattolica ha considerato miracolosa la guarigione di Giuseppina Perasso Rampon, di Busalla, in provincia di Genova, guarita nel 1931 da una gravissima forma di peritonite.